# Cenni di squilibrio
Cenni di squilibrio  è il secondo mixtape del rapper italiano Jesto, pubblicato nel 2008 dall'ALTOent.

## Descrizione
Il progetto, "ospitato" dal fratello Hyst, raccoglie diversi brani inediti oltre ad alcune tracce già uscite ed è stato concepito come anteprima per il seguente mixtape Segni di squilibrio, uscito l'anno successivo.
Il lavoro è stato realizzato interamente su strumentali americane e contiene al suo interno collaborazioni di artisti come Clementino, Gemitaiz e July B, oltre al sopracitato Hyst.

## Tracce
1. Cenni – 2:44
2. Tu sei matto – 4:32
3. Automatico – 2:16
4. Misantropo – 4:14
5. Pompa – 2:36
6. Daje (feat. Jimmy) – 2:36
7. Quando arrivo io – 4:10
8. Nell'iPod (feat. Clementino) – 3:38
9. Voglio il fuoco – 2:26
10. Non sono invitato – 3:24
11. Bisogno di soldi (feat. Hyst & Ciky Vinz) – 3:24
12. Voglio di più – 2:54
13. Non ci frega (feat. Hyst & Gemitaiz) – 2:48
14. Boy – 1:58
15. Parla alla gente – 2:44
16. Questa scuola – 3:48
17. Stiamo andando (feat. July B & Icy) – 4:54
18. Sigla Radio Bomboclat (feat. Hyst) – 1:38
19. Compra compra – 3:36
20. Segni di squilibrio – 6:02 – Anteprima